# Quentin Halys
Quentin Halys, né le 26 octobre 1996 à Bondy, est un joueur de tennis français, professionnel depuis 2013.

## Biographie
Quentin Halys naît le 26 octobre 1996 à Bondy, en banlieue parisienne.
Son père est informaticien ; sa mère, infirmière. C'est une tante, joueuse classée, qui lui fait découvrir le tennis.

## Parcours professionnel

### Parcours junior et débuts sur le circuit
Quentin Halys fait parler de lui pour la première fois en 2010 en remportant le tournoi des Petits As à Tarbes, championnat du monde officieux des 13-14 ans. Il remporte ses deux premiers tournois Junior en janvier 2011 au Qatar.
En 2013, Halys atteint à seulement 16 ans le deuxième tour des qualifications à Roland-Garros en éliminant Jimmy Wang. En 2014, il est demi-finaliste à l'Open d'Australie junior et à Roland-Garros junior avant d'être sacré champion d'Europe. Quelques semaines plus tard, il atteint la finale de l'US Open junior où il s'incline contre l'Australien Omar Jasika alors qu'il a notamment servi pour le match. En double, il s'impose à Roland-Garros avec Benjamin Bonzi et au championnat d'Europe avec Johan Tatlot. Il achève son parcours junior par une 3e place mondiale. Il remporte le jour de ses 18 ans son tout premier tournoi chez les séniors, à Heraklion en Grèce.

### 2015-2016: premiers pas en Grand Chelem

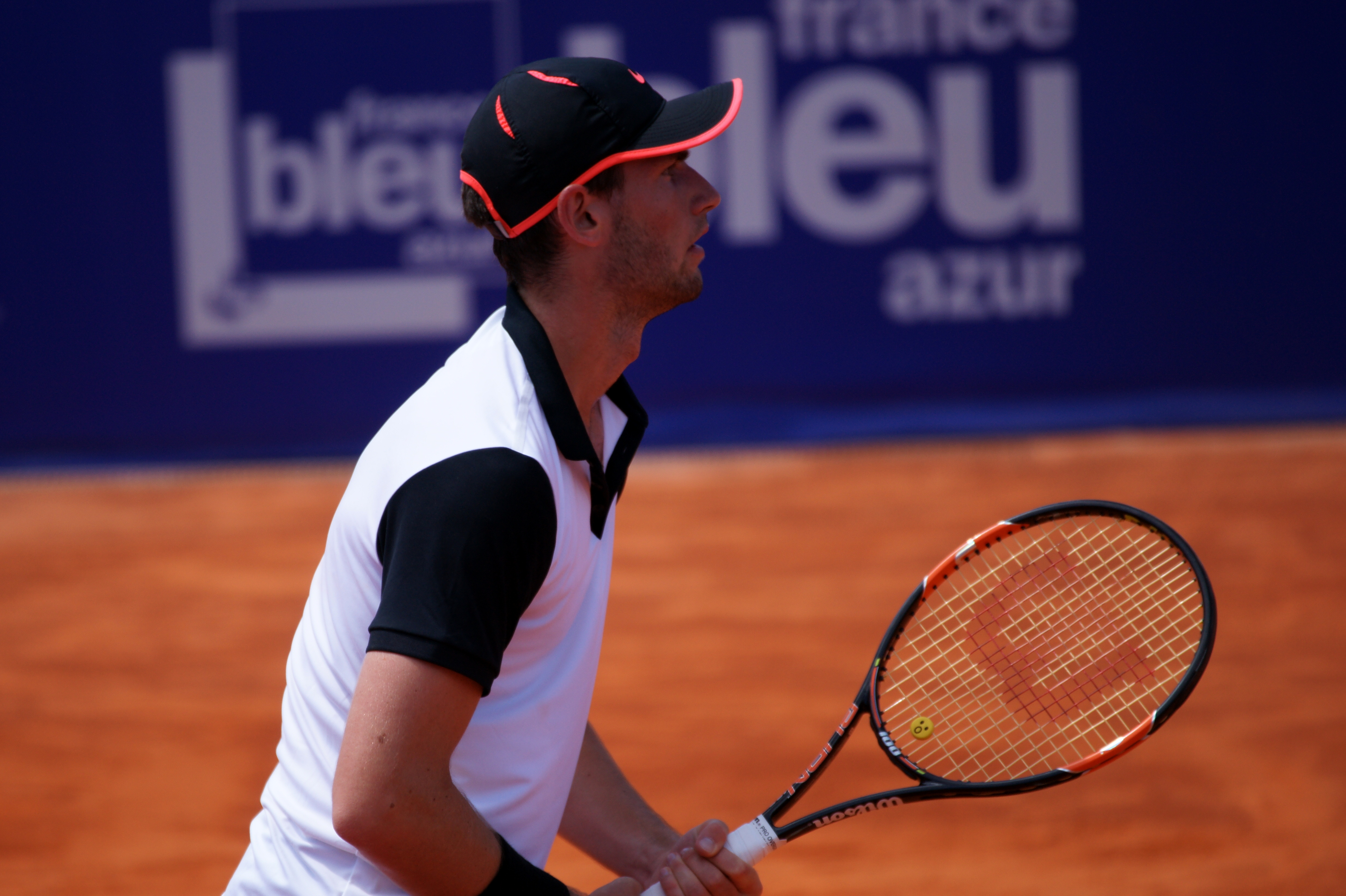
Quentin Halys à l'open de Nice.

En début d'année, il atteint quatre finales en Futures en l'espace d'un mois et en remporte deux. Il fait ses débuts dans en tournoi ATP à Nice où il est éliminé par James Duckworth. La semaine suivante, il participe sur invitation à Roland-Garros. Il rencontre le tenant du titre Rafael Nadal contre lequel il s'incline logiquement (6-3, 6-3, 6-4), à l'issue d'un bon match de l'avis des observateurs. De retour sur le circuit ITF, il remporte deux tournois de suite à la fin de l'été et termine sa saison aux portes du top 200.
Après deux quarts de finale consécutifs dans des tournois Challenger au début de l'année 2016, Quentin Halys passe un nouveau cap en franchissant pour la première fois un tour dans un tournoi du Grand Chelem, à l'Open d'Australie. Bénéficiant d'une invitation, il s'impose contre le Croate Ivan Dodig, 78e mondial, sa troisième victoire contre un top 100. Ce succès lui permet d'affronter au second tour le numéro 1 mondial Novak Djokovic, contre qui il s'incline après un tie-break dans le troisième set. Il remporte fin avril à Tallahassee, son premier titre sur le circuit Challenger en disposant en trois sets de l'espoir local Frances Tiafoe. Profitant d'une invitation, il participe pour la seconde fois à Roland-Garros, où il passe le premier tour en battant le Sud-Coréen Chung Hyeon (6-1, 6-4, 6-4). Il est ensuite battu par le terrien Pablo Cuevas, 27e mondial (7-64, 6-3, 7-66). Il atteint en octobre la finale du tournoi de Fairfield.

### 2017-2018: succès en Challenger
Quentin Halys commence sa saison par le Challenger de Nouméa où il gagne en double aux côtés de Tristan Lamasine. Il reçoit une invitation pour jouer l'Open d'Australie où il s'incline au premier tour contre Sam Querrey en quatre sets (610-7, 7-64, 6-3, 6-4). Au Challenger de Bergame il bat Andrey Golubev en demi-finale mais s'incline en finale face à Jerzy Janowicz. Au Kunming Open à Anning, il s'incline en finale face à Janko Tipsarević (7-65, 3-6, 4-6). Il bénéficie d'une wild card pour disputer Roland-Garros où perd au 1er tour en cinq sets face à Marco Trungelliti (6-3, 7-64, 62-7, 4-6, 4-6). En juillet, il remporte en double, avec Jonathan Eysseric le Challenger de Recanati. En août, il élimine le Croate Ivo Karlović, 31e mondial, au premier tour du tournoi de Cabo San Lucas en deux tie-breaks.
En 2018, Quentin Halys se qualifie pour le tableau principal de l'Open d'Australie où il chute en plus de quatre heures de combat et en cinq manches face à Casper Ruud, qui signe là sa première victoire en Grand Chelem (3-6, 6-3, 7-65, 5-7, 9-11). En février, il remporte son second Challenger à l'Open de Quimper en battant en finale le Russe Alexey Vatutin. Ce titre lui permet d'atteindre son meilleur classement à la 102e place. En avril, il remporte le tournoi de Nanchang, avant de perdre, en fin d'année, une finale à Istanbul face à Corentin Moutet. En mai, il se fait remarquer en refusant une invitation pour le tableau principal des Internationaux de France, estimant ne pas avoir le niveau pour y jouer.

### 2019 - 2021. Résultats mitigés
Il connaît davantage de difficultés en 2019, obtenant comme seul résultat notable une finale à l'Open du Pays d'Aix, perdue face à Pablo Cuevas et deux titres en double à Bordeaux et à Ismaning. Invité à Roland-Garros, il est défait en trois manches par Kei Nishikori, 7e mondial. En 2020, il fait deux apparitions dans les tournois du Grand Chelem. Il parvient à se qualifier à l'Open d'Australie et reçoit une nouvelle invitation à Roland-Garros. Il perd à chaque fois en cinq manches, respectivement face à Filip Krajinović (67-7, 61-7, 6-3, 6-4, 5-7) et Marcos Giron (5-7, 6-3, 7-65, 5-7, 6-8).
Quentin Halys connaît, pour la saison 2021, une année plus prolifique, se retrouvant par deux fois en finale d'un Challenger : à Forlì, où il obtient deux balles de match avant de perdre face à l'Allemand Mats Moraing (6-3, 1-6, 5-7) et à Porto un mois plus tard, face au Turc Altug Celikbilek. En double, aligné avec Tristan Lamasine puis avec Jonathan Eysseric, il remporte deux titres à Biella 3 et en Vendée. En Grand Chelem, il parvient à se qualifier pour l'Open d'Australie, où il est vaincu par Pablo Andújar, et, pour la première fois, à l'US Open, où il est de nouveau défait en cinq manches par Dominik Köpfer (4-6, 6-3, 6-4, 3-6, 4-6), marquant ainsi sa huitième défaite consécutive au 1er tour d'un tournoi du Grand Chelem, la sixième jouée en cinq sets.

### 2022. Déclic et entrée dans le top 100
S'il ne parvient pas à se qualifier pour l'Open d'Australie, Quentin Halys atteint la finale du tournoi de Forlì 3, qu'il perd face à Pavel Kotov. Fin février, il s'impose en finale de l'Open de Pau contre Vasek Pospisil, obtenant son premier titre depuis 2018 et son quatrième en carrière. Il poursuit son bon début de saison lors des deux tournois suivants joués. S'il est vaincu en finale à Turin par Mats Moraing, il renverse Ričardas Berankis à Lille après avoir perdu la première manche et été mené dans la deuxième (4-6, 7-64, 6-4).
Lors de l'Open de Saint-Brieuc, Halys a l'occasion d'intégrer le top 100 en cas de finale mais échoue en demie face au Belge Zizou Bergs. Il revient au Challenger de Rome sur terre battue cette fois-ci et échoue à nouveau aux portes de la finale face au local Gian Marco Moroni. Début mai, il revient en France à Aix-en-Provence. Grâce à sa victoire sur son compatriote Calvin Hemery, il intègre pour la première fois le top 100 ATP. Ce classement lui permet d'entrer directement dans le tableau principal des tournois du Grand Chelem, sans avoir à participer aux qualifications. Ainsi, il affronte John Isner au premier tour de Roland Garros et s'incline en quatre sets, au terme d'une rencontre disputée. Malgré des résultats discrets dans les tournois disputés sur herbe, il est quand même qualifié pour Wimbledon, tournoi auquel il participe pour la première fois de sa carrière. Il y bat au premier tour son compatriote Benoît Paire en quatre sets. Il s'incline au deuxième tour face au Géorgien Nikoloz Basilashvili.
Le 16 octobre 2022, Quentin Halys remporte le challenger d’Ismaning en Allemagne. Il bat l’allemand Rehberg 7/6-6/3 en finale.

### 2023. Premier huitième de finale en Master, première demi-finale d'un tournoi ATP
Il commence l'année 2023 à Adélaïde où il tient tête à Novak Djokovic en huitième de finale où il cède face au serbe au tie-break (6-7, 6-7), il enchaîne à Auckland en disposant d'Alex Molčan et Ben Shelton mais en s'inclinant en quarts de finale face à Jenson Brooksby. Il n'est pas ménagé à l'Open d'Australie où il doit affronter le cador grec Stéfanos Tsitsipás au premier tour. Halys s'incline logiquement face au futur finaliste du tournoi. Il reprend la compétition début février à Montpellier ou il s'impose non sans difficulté au premier tour face au jeune qualifié Clément Chidekh, il enchaîne en maîtrisant la tête de série numéro 5 du tournoi, Alejandro Davidovich Fokina en deux manches (6-3, 6-3). Son parcours s'arrête une nouvelle fois en quarts de finale face au jeune talent français Arthur Fils qui le bat en deux manches (6-7, 3-6).
Bien qu'il s'incline face à Grégoire Barrère aux qualifications du Tournoi de Rotterdam, il bénéficie du forfait de Borna Ćorić pour intégrer le tableau principal en tant que Lucky Loser. Il affronte au premier tour le local Botic van de Zandschulp alors 34e mondial. Il s'incline face à ce dernier en 3 manches (7-5, 4-6, 6-7). Cherchant à se relancer en février et mars, il s'incline cependant à chaque fois aux premiers tours des tournois de Doha, Dubaï et d'Indian Wells. Il doit attendre le Challenger de Phoenix pour renouer à la victoire. Il y élimine Grégoire Barrère, Emil Ruusuvuori et Aleksandar Kovacevic avant de s'incliner en demi-finales face au russe Schevchenko.
Présent dans le tableau principal de l'Open de Miami il y gagne son premier match en masters en se défaisant de l'espagnol Pedro Martínez en deux manches (6-2, 7-6) puis au terme d'un combat de 3h18, vient à bout de l'australien Alex de Minaur (6-7, 7-6, 7-6) et se qualifie pour le 3e tour. Il y affront Mackenzie McDonald, tombeur de l'Italien Matteo Berrettini. Solide face à l'américain, Halys s'impose en deux manches (7-6, 6-3) avant de s'incliner en huitièmes de finale face au russe Daniil Medvedev (4-6, 2-6) en grande forme depuis le début d'année.
Il commence sa saison sur terre battue à Estoril au Portugal, où il se défait du local Nuno Borges (6-3, 6-4) avant de vaincre le numéro 29 mondial, Roberto Bautista-Agut en deux manches (7-6, 7-5). Il atteint son 3e quart de finale d'un tournoi ATP de l'année. Il est opposé à l'ancien vainqueur de l'US Open, Dominic Thiem. Au terme d'un match presque parfait, il élimine l'Autrichien en deux sets secs (6-1, 6-4) et se qualifie pour sa première demi-finale d'un tournoi ATP 250. Halys hérite d'un cador, le Norvégien Casper Ruud alors 5e mondial. Il parvient à faire douter, mais pas céder le finaliste de Roland-Garros et de l'US Open 2022, contre qui il s'incline en 3 sets et 2 h 07 de combat (4-6, 6-3, 6-7).
Il atteint ensuite le deuxième tour du Masters de Madrid en battant Alexei Popyrin (4-6, 6-4, 6-4) puis s'incline face à Roberto Bautista-Agut (6-4, 6-7, 3-6). La semaine suivante, il s'incline dès le deuxième tour de l'Open d'Aix-en-Provence face au jeune Arthur Fils. Forfait pour le Masters de Rome, Halys revient sur les courts au premier tour de Roland-Garros, où il s'incline d'entrée face à l'Argentin Guido Pella au super tie-break (4-6, 7-6, 6-2, 6-7, 6-7).
Après le grand chelem parisien, Halys fait le choix surprenant de ne pas se préparer pour Wimbledon sur les tournois sur herbe. À la place, il dispute deux tournois sur terre battue : l'Open Sopra Steria de Lyon, où il s'incline d'entrée face à Pablo Llamas Ruiz (2-6, 2-6) et le Challenger de Blois qu'il remporte à la suite du forfait de Kyrian Jacquet en finale. Bien qu'il arrive à Wimbledon sans s'être préparé sur herbe, Halys élimine d'entrée le Britannique Daniel Evans, tête de série numéro 27 (6-2, 6-3, 6-7, 6-4). Il retrouve l'Australien Aleksandar Vukic au deuxième tour, qu'il écarte en trois manches (6-3, 6-1, 6-4). Halys se retrouve qualifié pour la première fois de sa carrière au troisième tour d'un tournoi du Grand Chelem. Il retrouve l'Italien Jannik Sinner, 8e au classement ATP. Même s'il parvient à remporter la première manche, le Français ne peut pas résister et s'incline (6-3, 2-6, 3-6, 4-6).
La fin de saison du Français est plus décevante. Gêné physiquement, il ne remporte qu'un match après juillet et sort d'entrée à l'US Open face à Benjamin Bonzi (7-5, 4-6, 4-6, 4-6). Le seul résultat notable qu'il enregistre est sa qualification au deuxième tour du Masters de Shanghai où il parvient à battre Aslan Karatsev (7-64, 3-6, 6-2) sans pour autant réussir à gêner le Russe Andrey Rublev au tour suivant (4-6, 5-7).

### 2024.3etourà Wimbledon et première finale à Gstaad
Quentin Halys connaît une première partie de saison très compliquée. Malgré une victoire au premier tour de l'Open d'Australie face au Sud-africain Lloyd Harris (4-6, 7-65, 7-5, 7-62), son parcours s'y arrête dès le tour suivant face à l'Américain Sebastian Korda (4-6, 4-6, 4-6). Il peine à défendre l'important nombre de points acquis la saison précédente, en particulier à Miami et à Phoenix. Il enchaîne les échecs pendant la saison sur terre battue, en particulier à Roland-Garros, où il ne parvient pas à se qualifier, buttant sur l'Autrichien Filip Misolic en finale des qualifications (6-2, 4-6, 3-6).
Sorti du top 200 mondial et n'ayant aucune préparation au préalable sur herbe, le Français parvient pourtant à se qualifier pour le tableau principal de Wimbledon en disposant de Grégoire Barrère (6-3, 6-4), Jay Clarke (6-3, 3-6, 6-3) puis Beibit Zhukayev (6-3, 6-4, 6-4). Son entrée en matière est réussie puisqu'il élimine sans grande difficulté le quart de finaliste sortant Christopher Eubanks en trois manches (6-4, 6-4, 6-2) avant de réaliser un tour de force en battant le 21e joueur mondial Karen Khachanov au tour suivant (4-6, 6-3, 3-6, 6-3, 6-4) ce qui lui permet d'égaler sa performance de l'année précédente. Face à Holger Rune, il frôle même l'exploit en menant deux manches à zéro. Le Danois se ressaisit cependant après l'interruption du match pour l'emporter (6-1, 7-64, 4-6, 64-7, 1-6).
Il continue la compétition à la mi-juillet à Gstaad en Suisse, où il parvient une nouvelle fois à sortir des qualifications. Il élimine ensuite son compatriote Richard Gasquet au premier tour (7-64, 7-65) avant de faire tomber le Slovaque Lukáš Klein (6-3, 67-7, 6-4) puis le Brésilien Gustavo Heide (6-1, 7-5) contre qui il réussit un coup droit spectaculaire alors qu'il était tombé au milieu d'un point. Il atteint sa deuxième demi-finale en carrière après celle d'Estoril l'année précédente. Opposé à l'Allemand Jan-Lennard Struff, Halys s'impose de nouveau (6-3, 7-62) et atteint sa première finale en carrière. Il ne parvient cependant pas à résister à l'Italien Matteo Berrettini contre qui il s'incline sèchement (3-6, 1-6). Les points qu'il a accumulés pendant l'été lui permettent de remonter à la 125e place mondiale.

### 2025. Première victoire face au top 10
Il commence sa saison 2025 par une victoire en 5 sets contre le local Adam Walton en 5 sets à l'Open d'Australie, avant d'être battu par Arthur Fils au match suivant. En février, il sort des qualifications au tournoi de Dubaï et gagne pour la première fois de sa carrière face à un membre du Top 10, Andrey Rublev (3-6, 6-4, 7-65). Il enchaine par la suite des victoires contre Roberto Bautista-Agut et Luca Nardi, pour atteindre sa première demi-finale en ATP 500. Il cède finalement en 3 sets face à Félix Auger-Aliassime mais atteint la 59ème place au classement ATP, le meilleur classement de sa carrière.
Il passe le premier tour de Roland-Garros en battant Tomáš Macháč, contraint à l'abandon dans le deuxième set à cause d'une blessure au dos (7-64, 4-1).

## Palmarès sur le circuit ATP

### Finale en simple
| No | Date       | Nom et lieu du tournoi        | Catégorie | Dotation  | Surface      | Vainqueur         | Score    |          |
| -- | ---------- | ----------------------------- | --------- | --------- | ------------ | ----------------- | -------- | -------- |
| 1  | 15-07-2024 | EFG Swiss Open Gstaad, Gstaad | ATP 250   | 579 320 € | Terre (ext.) | Matteo Berrettini | 6-3, 6-1 | Parcours |

## Palmarès sur le circuitChallenger

### Titres en simple
| # | Date       | Nom et lieu du tournoi                        | Surface             | Adversaire        | Score             |
| - | ---------- | --------------------------------------------- | ------------------- | ----------------- | ----------------- |
| 1 | 25-04-2016 | Tallahassee Challenger, Tallahassee           | Terre battue (ext.) | Frances Tiafoe    | 6-7, 6-4, 6-2     |
| 2 | 29-01-2018 | Open de Quimper Bretagne Occidentale, Quimper | Dur (int.)          | Alexey Vatutin    | 6-3, 7-61         |
| 3 | 16-04-2018 | GangJiang New Area International, Nanchang    | Terre battue (int.) | Calvin Hemery     | 6-3, 6-2          |
| 4 | 21-02-2022 | Teréga Open Pau-Pyrénées, Pau                 | Dur (int.)          | Vasek Pospisil    | 4-6, 6-4, 6-3     |
| 5 | 21-03-2022 | Play In Challenger, Lille                     | Dur (int.)          | Ričardas Berankis | 4-6, 7-64, 6-4    |
| 6 | 09-10-2022 | Wolffkran Open by Tannenhof, Ismaning         | Moquette (int.)     | Max Hans Rehberg  | 7-66, 6-3         |
| 7 | 24-06-2023 | Internationaux de Tennis de Blois, Blois      | Terre battue (ext.) | Kyrian Jacquet    | 4-6, 6-2, 2-0 ab. |

### Finales en simple
| #  | Date       | Nom et lieu du tournoi                              | Surface      | Adversaire       | Score           |
| -- | ---------- | --------------------------------------------------- | ------------ | ---------------- | --------------- |
| 1  | 10-10-2016 | F.F. Coppola Winery Fairfield Challenger, Fairfield | Dur          | Santiago Giraldo | 6-4, 4-6, 2-6   |
| 2  | 20-02-2017 | Trofeo FAIP-Perrel, Bergame                         | Dur (int.)   | Jerzy Janowicz   | 4-6, 4-6        |
| 3  | 30-04-2017 | Kunming Open, Anning                                | Terre battue | Janko Tipsarevic | 7-65, 3-6, 4-6  |
| 4  | 10-09-2018 | American Express Istanbul Challenger, Istanbul      | Dur          | Corentin Moutet  | 3-6, 4-6        |
| 5  | 06-05-2019 | Open du Pays d'Aix, Aix-en-Provence                 | Terre battue | Pablo Cuevas     | 5-7, 6-3, 2-6   |
| 6  | 14-06-2021 | Internazionali di Tennis Città di Forlì, Forlì      | Terre battue | Mats Moraing     | 6-3, 1-6, 5-7   |
| 7  | 28-06-2021 | Porto Open, Porto                                   | Dur          | Altug Celikbilek | 2-6, 1-6        |
| 8  | 17-01-2022 | Internazionali di Tennis Città di Forlì, Forlì      | Terre battue | Pavel Kotov      | 5-7, 7-65, 3-6  |
| 9  | 28-02-2022 | Torino Challenger, Turin                            | Dur (int.)   | Mats Moraing     | 611-7, 3-6      |
| 10 | 09-05-2022 | BNP Paribas Primrose Bordeaux, Bordeaux             | Terre battue | Alexei Popyrin   | 6-2, 65-7, 64-7 |
| 11 | 26-09-2022 | Open d'Orléans, Orléans                             | Dur          | Grégoire Barrère | 6-4, 3-6, 4-6   |
| 12 | 09-09-2024 | Open de Rennes, Rennes                              | Dur          | Jacob Fearnley   | 6-0, 65-7, 3-6  |
| 13 | 30-09-2024 | Open de Vendée, Mouilleron-le-Captif                | Dur          | Lucas Pouille    | 4-6, 4-6        |

### Titres en double
| # | Date       | Nom et lieu du tournoi                   | Surface         | Partenaire        | Adversaire                                  | Score              |
| - | ---------- | ---------------------------------------- | --------------- | ----------------- | ------------------------------------------- | ------------------ |
| 1 | 02-01-2017 | Challenger de Nouvelle-Calédonie, Nouméa | Dur (ext.)      | Tristan Lamasine  | Adrián Menéndez-Maceiras Stefano Napolitano | 7-69, 6-1          |
| 2 | 02-07-2017 | Challenger de Recanati, Recanati         | Dur (ext.)      | Jonathan Eysseric | Julian Ocleppo Andrea Vavassori             | 63-7, 6-4, [12-10] |
| 3 | 29-04-2019 | Challenger de Bordeaux, Bordeaux         | Terre (ext.)    | Grégoire Barrère  | Romain Arneodo Hugo Nys                     | 6-4, 6-1           |
| 4 | 14-10-2019 | Challenger de Ismaning, Ismaning         | Moquette (int.) | Tristan Lamasine  | James Cerretani Maxime Cressy               | 6-3, 7-5           |
| 5 | 08-03-2021 | Biella Challenger Indoor 3, Biella       | Dur (int.)      | Tristan Lamasine  | Denys Molchanov Serhiy Stakhovsky           | 6-1, 2-0 ab.       |
| 6 | 04-10-2021 | Open de Vendée, Mouilleron-le-Captif     | Dur (int.)      | Jonathan Eysseric | Jiří Veselý Norbert Gombos                  | 6-4, 6-4           |
| 7 | 07-02-2022 | Challenger La Manche, Cherbourg          | Dur (int.)      | Jonathan Eysseric | Hendrik Jebens Niklas Schell                | 7-66, 6-2          |
| 8 | 03-06-2024 | Challenger de Zagreb, Zagreb             | Terre (ext.)    | Jonathan Eysseric | Mircea Alexandru Jecans Henrique Rocha      | 6-4, 6-4           |

### Finales en double
| # | Date       | Nom et lieu du tournoi                     | Surface      | Partenaire        | Adversaire                              | Score            |
| - | ---------- | ------------------------------------------ | ------------ | ----------------- | --------------------------------------- | ---------------- |
| 1 | 26-09-2016 | Wells Fargo Tiburon Challenger, Tiburon    | Dur (ext.)   | Dennis Novikov    | Matt Reid John-Patrick Smith            | 1-6, 2-6         |
| 2 | 05-11-2018 | Challenger de Vendée, Mouilleron-le-Captif | Dur (int.)   | Romain Arneodo    | Sander Gillé Joran Vliegen              | 3-6, 6-4, [2-10] |
| 3 | 21-03-2022 | Play In Challenger, Lille                  | Dur (int.)   | Jonathan Eysseric | Viktor Durasovic Patrik Niklas-Salminen | 5-7, 61-7        |
| 4 | 13-05-2024 | Challenger de Bordeaux, Bordeaux           | Terre (ext.) | Nicolas Mahut     | Julian Cash Robert Galloway             | 3-6, 62-7        |

## Parcours dans les tournois duGrand Chelem

### En simple
| Année | Open d'Australie | Open d'Australie     | Internationaux de France | Internationaux de France | Wimbledon       | Wimbledon            | US Open         | US Open              |
| ----- | ---------------- | -------------------- | ------------------------ | ------------------------ | --------------- | -------------------- | --------------- | -------------------- |
| 2015  | —                | —                    | 1er tour (1/64)          | Rafael Nadal             | —               | —                    | —               | —                    |
| 2016  | 2e tour (1/32)   | Novak Djokovic       | 2e tour (1/32)           | Pablo Cuevas             | Q3              | Yoshihito Nishioka   | Q2              | Alexander Sarkissian |
| 2017  | 1er tour (1/64)  | Sam Querrey          | 1er tour (1/64)          | Marco Trungelliti        | Q2              | Stefano Travaglia    | Q1              | Tim Smyczek          |
| 2018  | 1er tour (1/64)  | Casper Ruud          | Q1                       | Andrea Collarini         | Q1              | Alex Bolt            | Q1              | Dennis Novak         |
| 2019  | Q1               | Gleb Sakharov        | 1er tour (1/64)          | Kei Nishikori            | Q2              | Bjorn Fratangelo     | Q1              | A. Menendez-Maceiras |
| 2020  | 1er tour (1/64)  | Filip Krajinović     | 1er tour (1/64)          | Marcos Giron             | Annulé          | Annulé               | —               | —                    |
| 2021  | 1er tour (1/64)  | Pablo Andújar        | Q3                       | Taro Daniel              | Q3              | Damir Dzumhur        | 1er tour (1/64) | Dominik Köpfer       |
| 2022  | Q2               | Alessandro Giannessi | 1er tour (1/64)          | John Isner               | 2e tour (1/32)  | Nikoloz Basilashvili | 1er tour (1/64) | Arthur Rinderknech   |
| 2023  | 1er tour (1/64)  | Stéfanos Tsitsipás   | 1er tour (1/64)          | Guido Pella              | 3e tour (1/16)  | Jannik Sinner        | 1er tour (1/64) | Benjamin Bonzi       |
| 2024  | 2e tour (1/32)   | Sebastian Korda      | Q3                       | Filip Misolic            | 3e tour (1/16)  | Holger Rune          | 1er tour (1/64) | Otto Virtanen        |
| 2025  | 2e tour (1/32)   | Arthur Fils          | 3e tour (1/16)           | Holger Rune              | 1er tour (1/64) | August Holmgren      |                 |                      |

N.B. : à droite du résultat se trouve le nom de l'ultime adversaire.

### En double messieurs
| Année | Open d'Australie                                                                        | Open d'Australie                                                              | Internationaux de France                                                                  | Internationaux de France                                                                  | Wimbledon                                                                           | Wimbledon | US Open | US Open |
| ----- | --------------------------------------------------------------------------------------- | ----------------------------------------------------------------------------- | ----------------------------------------------------------------------------------------- | ----------------------------------------------------------------------------------------- | ----------------------------------------------------------------------------------- | --------- | ------- | ------- |
| 2015  | —                                                                                       | —                                                                             | 2e tour (1/16) E. Couacaud \|\| style="text-align:left;" \| S. Bolelli Fabio Fognini      | —                                                                                         | —                                                                                   | —         | —       |         |
| 2016  | —                                                                                       | —                                                                             | 2e tour (1/16) G. Barrère \|\| style="text-align:left;" \| R. Bopanna Florin Mergea       | 1er tour (1/32) T. Lamasine \|\| style="text-align:left;" \| V. Pospisil Jack Sock        | —                                                                                   | —         |         |         |
| 2017  | —                                                                                       | —                                                                             | 2e tour (1/16) A. Mannarino \|\| style="text-align:left;" \| R. Dutra Silva Paolo Lorenzi | —                                                                                         | —                                                                                   | —         | —       |         |
|       |                                                                                         |                                                                               |                                                                                           |                                                                                           |                                                                                     |           |         |         |
| 2019  | —                                                                                       | —                                                                             | 1/8 de finale G. Barrère \|\| style="text-align:left;" \| Guido Pella D. Schwartzman      | —                                                                                         | —                                                                                   | —         | —       |         |
| 2020  | —                                                                                       | —                                                                             | 1er tour (1/32) G. Barrère \|\| style="text-align:left;" \| Rajeev Ram Joe Salisbury      | Annulé                                                                                    | Annulé                                                                              | —         | —       |         |
| 2021  | —                                                                                       | —                                                                             | 1er tour (1/32) A. Mannarino \|\| style="text-align:left;" \| Hugo Nys Tim Pütz           | —                                                                                         | —                                                                                   | —         | —       |         |
| 2022  | —                                                                                       | —                                                                             | 1er tour (1/32) J. Eysseric \|\| style="text-align:left;" \| A. Mannarino A. Olivetti     | 1er tour (1/32) S. Arends \|\| style="text-align:left;" \| Radu Albot N. Basilashvili     | 1/8 de finale A. Mannarino \|\| style="text-align:left;" \| M. Arévalo J.-J. Rojer  |           |         |         |
| 2023  | 1er tour (1/32) A. Mannarino \|\| style="text-align:left;" \| A. Göransson M.-A. Hüsler | —                                                                             | —                                                                                         | 1er tour (1/32) G. Barrère \|\| style="text-align:left;" \| S. González É. Roger-Vasselin | 2e tour (1/16) G. Barrère \|\| style="text-align:left;" \| Julian Cash Henry Patten |           |         |         |
| 2024  | 2e tour (1/16) A. Mannarino \|\| Forfait                                                | 1er tour (1/32) N. Mahut \|\| style="text-align:left;" \| A. Erler L. Miedler | —                                                                                         | —                                                                                         | —                                                                                   | —         |         |         |
| 2025  | —                                                                                       | —                                                                             | 2e tour (1/16) A. Olivetti \|\| style="text-align:left;" \| S. González A. Krajicek       | —                                                                                         | —                                                                                   |           |         |         |

N.B. : le nom du partenaire se trouve sous le résultat ; les noms des ultimes adversaires se trouvent à droite.

## Parcours dans lesMasters 1000
| Année | Indian Wells          | Miami                     | Monte-Carlo | Madrid              | Rome                | Canada                 | Cincinnati | Shanghai          | Paris                    |
| ----- | --------------------- | ------------------------- | ----------- | ------------------- | ------------------- | ---------------------- | ---------- | ----------------- | ------------------------ |
| 2022  | —                     | —                         | —           | —                   | —                   | —                      | —          | —                 | 1er tour N. Basilashvili |
| 2023  | 1er tour J.-L. Struff | 1/8 de finale D. Medvedev | —           | 2e tour R. Bautista | —                   | —                      | —          | 2e tour A. Rublev | —                        |
| 2024  | —                     | —                         | —           | —                   | —                   | —                      | —          | —                 | 1er tour F. Cerúndolo    |
| 2025  | 2e tour C. Alcaraz    | 2e tour L. Musetti        | —           | 1er tour L. Darderi | 1er tour V. Kopřiva | 1er tour M. Kecmanović | —          |                   |                          |

N.B. : sous le résultat se trouve le nom de l’ultime adversaire.

## Victoires sur le top 10
Toutes ses victoires sur des joueurs classés dans le top 10 de l'ATP lors de la rencontre.
| Légende      |
| Grand Chelem |
| Masters      |
| Masters 1000 |
| ATP 500      |
| ATP 250      |
| Coupe Davis  |

| # | Q.H.  | Tournoi | Année | Surface | Adversaire    | Rang | Tour | Score          |
| - | ----- | ------- | ----- | ------- | ------------- | ---- | ---- | -------------- |
| 1 | no 77 | Dubaï   | 2025  | Dur     | Andrey Rublev | no 9 | 1/16 | 3-6, 6-4, 7-65 |

## Classements ATP en fin de saison
| Année          | 2012 | 2013 | 2014 | 2015 | 2016 | 2017 | 2018 | 2019 | 2020 | 2021 | 2022 | 2023 | 2024 |
| Rang en simple | 1216 | 732  | 596  | 204  | 153  | 129  | 128  | 221  | 203  | 151  | 64   | 100  | 72   |
| Rang en double | –    | 1131 | 551  | 740  | 216  | 219  | 431  | 154  | 167  | 242  | 153  | 358  | 347  |

Source : (en) Classements de Quentin Halys sur le site officiel de la Fédération internationale de tennis